# Steel Pulse
Steel Pulse — британская регги-группа, образовавшаяся в Хэндсуорте, Бирмингем, Англия, в 1975 году, бескомпромиссно следовавшая «корневым» традициям жанра и вошедшая в историю (согласно Allmusic) как «одна из величайших реггей-групп Британии». Костяк Steel Pulse составили Бэзил Гэбиддон (англ. Basil Gabbidon, гитара, вокал), Рональд Маккуинн (англ. Ronald McQueen, бас-гитара) и Дэвид Хайндс (англ. David Hinds, вокал, гитара); последний был (и в течение многих лет остаётся) её фронтменом, основным автором песен и единственным постоянным участником.
Не будучи частью мейнстрима, Steel Pulse пользовались большим авторитетом на британской андеграундной сцене, часто выступали с панк-исполнителями (в частности, открывали концерты The Stranglers, The Clash, XTC, Generation X) и считались неотъемлемой частью ранней «новой волны».
Наивысшее достижение группы в британских чартах — #9 (дебютный альбом Handsworth Revolution, август 1978).  В 1986 году альбом Babylon the Bandit обеспечил группе Грэмми в категории The Best Reggae Album.

## Дискография

### Студийные альбомы
- Handsworth Revolution (1978)
- Tribute to the Martyrs (1979)
- Caught You (1980)
- True Democracy (1982)
- Earth Crisis (1984)
- Babylon the Bandit (1986) Grammy Award — Best Reggae Band
- State of Emergency (1988)[4]
- Victims (1991)
- Vex (1994)
- Rage and Fury (1997)
- African Holocaust (2004)[1]

### Концертные альбомы
- Rastafari Centennial — Live In Paris (Elysee Montmartre) (1992)
- Living Legacy (1998)

### Компиляции
- Short Circuit — Live at the Electric Circus (1977) (трек "Makka Splaff)
- Urgh! A Music War (1981)
- Reggae Greats  (1984)
- Smash Hits (1993)
- Rastanthology] (1996)
- Sound System: The Island Anthology (1997)
- Ultimate Collection (2000)
- 20th Century Masters: The Millennium Collection: The Best of Steel Pulse (2004)